# Koninklijke Opera (Versailles)

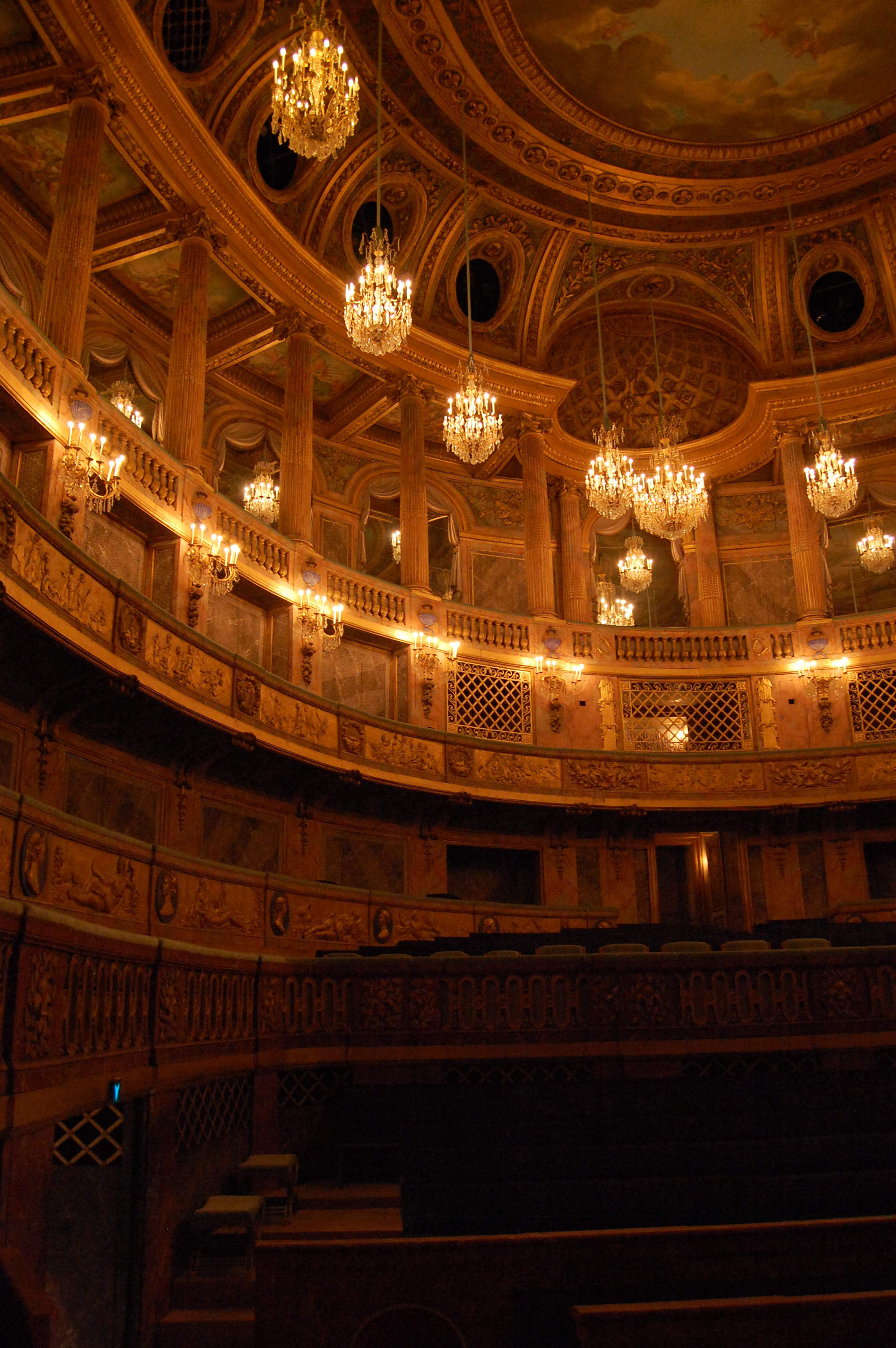
De Koninklijke Opera

De Koninklijke Opera bevindt zich aan het einde van de noordvleugel van het Kasteel van Versailles. In 1682 gaf Lodewijk XIV opdracht tot de bouw ervan. De architecten waren Mansart en Vigarani. Door de oorlogen en financiële moeilijkheden aan het eind van zijn regeerperiode was het onmogelijk dit project uit te voeren.
Het tweede project, op dezelfde plek, werd in 1748 door architect Gabriel aan Lodewijk XV voorgelegd, maar werd echter (wederom) niet uitgevoerd. Uiteindelijk werd er in 1770 verder gewerkt aan het project. De zaal werd op 16 mei 1770 geopend (huwelijksdatum van de Dauphin met Marie Antoinette).
De zaal heeft de vorm van een 'afgeknotte ellips'. Om geld te besparen en het werk sneller te laten verlopen, werd er veel hout gebruikt voor de constructie, hetgeen tot gevolg had dat er een goede akoestiek ontstond. De decoratie bestaat uit marmerimitatie verrijkt met beeldhouwwerk van Pajou. Het plafond werd beschilderd door Durameau en stelt de 'Zege van Apollo, beschermer der Kunsten' voor.
Gabriel en de toneelmeester Arnoult hadden een mechanisme ontworpen waardoor de parterre kon worden verhoogd tot op het niveau van het toneel, met een decor dat de zaal weergeeft. Zo kon het theater dienstdoen als balzaal.